# Chorwacka Rada Obrony
Chorwacka Rada Obrony (chorw. Hrvatsko vijeće obrane, HVO) – siły zbrojne Chorwackiej Republiki Herceg-Bośni utworzone w 1992 roku w trakcie wojny w Bośni i Hercegowinie.

## Historia
HVO powstała 8 kwietnia 1992 na sesji w Grudach pod pretekstem niezdolności Bośni i Hercegowiny do odparcia serbskiej agresji. W jej szeregach oprócz Chorwatów walczyli także bośniaccy muzułmanie. Pierwszym przewodniczącym został Mate Boban. W lutym 1994 zastąpił go Krešimir Zubak.
3 marca 1993 w Nowym Jorku zawarto porozumienie, na mocy którego siły chorwackie i boszniackie (muzułmańskie) miały zawrzeć sojusz i znaleźć się pod wspólnym dowództwem. Pod koniec miesiąca doszło jednak do rozłamu i konfliktu, w wyniku którego HVO znalazła się w stanie konfliktu z armią bośniacko-hercegowińską. Ostatecznie jednak w marcu 1994 podpisano porozumienie waszyngtońskie, skutkujące rozejmem pomiędzy Chorwatami a Boszniakami i utworzeniem Federacji Bośni i Hercegowiny.